# Armand Crabbé
Charles Armand Crabbé (Brussel·les, 23 d'abril de 1883 – ibídem, 24 de juliol de 1947) va ser un baríton operístic belga.

## Biografia
Va estudiar al Conservatori de Brussel·les amb Désiré Demest. El 1904 va fer el seu debut a l'òpera professional al Théâtre de la Monnaie de Brussel·les com el vigilant de la nit a l'obra Die Meistersinger von Nürnberg de Richard Wagner. El 3 de gener de 1905 va participar en l'estrena de la segona versió de l'òpera Pepita Jiménez d'Isaac Albéniz.
Va ser un intèrpret destacat a la Royal Opera House de Londres del 1906 al 1914 i de nou el 1937. Va actuar amb la Manhattan Opera House de 1907 a 1910 i amb la Chicago Grand Opera Company de 1910 a 1914.
Crabbé va actuar al Gran Teatre del Liceu de Barcelona les temporada 1916-1917, 1917-1918 i 1919-1920, interpretant diverses òperes.
Durant la dècada del 1920 va fer diverses aparicions amb el Teatre Colón de Buenos Aires i La Scala de Milà. El 12 de gener de 1929 va participar en l'estrena de la darrera òpera d'Umberto Giordano, Il re, en el paper principal, amb Toti Dal Monte com a soprano principal i sota la direcció d'Arturo Toscanini.
Va estar actiu a l'Òpera Vlaamse belga fins a la seva retirada, a principis dels anys 1940. Des de 1910, Crabbé va utilitzar el pseudònim de Charles Morin quan actuava en petits papers a Londres.